# أرتيم ينكو
أرتيم ينكو (الروسية: Артём Вячеславович Денисенко) هو لاعب كرة قدم بيلاروسي في مركز حراسة المرمى، ولد في 12 أبريل 1999 في برست في بيلاروس. لعب مع دينامو برست.

## وصلات خارجية
- أرتيم ينكو على موقع الاتحاد الأوربي (الإنجليزية)
- أرتيم ينكو على موقع قاعدة بيانات كرة القدم.إي يو (الإنجليزية)
- أرتيم ينكو على موقع Soccerbase.com (لاعب) (الإنجليزية)
- أرتيم ينكو على موقع Soccerway.com (الإنجليزية)
- أرتيم ينكو على موقع عالم كرة القدم.نت (الإنجليزية)